# Пальма-Сорьяно
Пальма-Сорьяно (исп. Palma Soriano) — кубинский город и муниципалитет, расположенный в провинции Сантьяго-де-Куба. С населением в 76 179 человек (население всего муниципалитета — 124 585 человек) город является вторым по величине в своей провинции и 16-м во всей стране.

## История
Город был основан в 1825 году как объединение крупных частных поместий (асьенд), располагавшихся в этом районе. Пальма-Сорьяно стал местом, куда тело Хосе Марти (лидера кубинского движения за независимость, погибшего в 1895 году в битве при Дос-Риосе) было перенесено, прежде чем оно оказалось в его последнем месте упокоения в Сантьяго-де-Куба.

## География
Город Пальма-Сорьяно располагается на берегах реки Кауто, в её верховьях. Муниципалитет включает в себя населённые пункты Агуакате, Арройо-Бланко, Кандонга, Дос-Пальмас, Дос-Риос, Эль-Маниэль, Хатильо, Хикотеа, Ла-Канделария, Ла-Курия, Ориенте, Рамон-де-Гуанинао, Соледад, Яраябо и другие мелкие селения.
До национальной муниципальной реформы 1976 года Пальма-Сорьяно включал в себя населённые пункты Альто-Седро, Каней-дель-Ситио, Гуанинао, Хосе-Марти, Хуан-Барон, Ла-Консепсьон, Лас-Кучильяс, Лос-Дорадос, Норте, Пальмарито-де-Кауто, Сан-Леандро, Сан-Рамон, Санта-Филомена и Сур.

## Демография

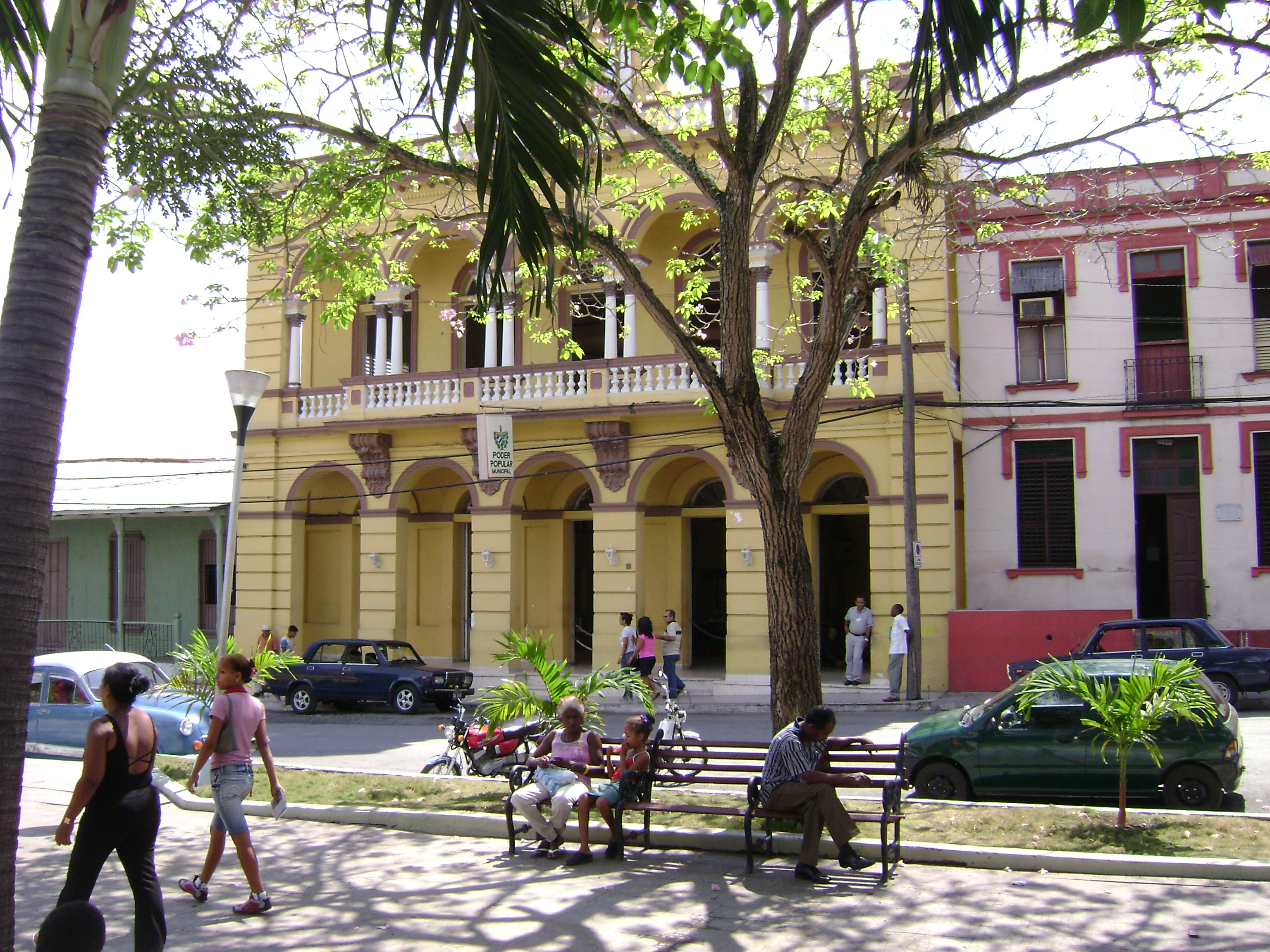
Мэрия

По состоянию на 2004 год население муниципалитета Пальма-Сорьяно составляло 124 585 человек. Учитывая его площадь в 846 км², плотность населения составляла 147,3 чел./км².

## Транспорт
Город пересекает по середине государственная автомагистраль «Carretera Central» (CC), самая длинная на Кубе. В соседней деревушке Дос-Риос от неё отделяется автомагистраль А1 на участке Пальма—Сантьяго-де-Куба.
Железнодорожная станция Пальма-Сориано является частью линии Сан-Луис—Баямо, и через неё проходят поезда, идущие в или из Сантьяго-де-Куба, Гуантанамо и Мансанильо.

## Известные уроженцы
- Орестес Кинделан[англ.] (род. 1964), бейсболист
- Хорхе Молина Энрикес[исп.] (род. 1966), актёр и кинорежиссёр
- Ана Фиделия Кирот (род. 1963), легкоатлетка
- Мей Видаль[исп.] (род. 1984), латиноамериканская регги-певица

## Города-побратимы
- Беркли (Калифорния, США)[5]